# 영랑초등학교
영랑초등학교는 대한민국 강원특별자치도 속초시에 있는 초등학교다.

## 학교 연혁
- 1938년 4월 1일 영랑공립심상소학교 개교
- 1941년 4월 1일 영랑공립국민학교로 개칭
- 1945년 8월 30일 영랑인민학교로 개교(소련군정 치하)
- 1955년 12월 1일 영랑국민학교로 재개교(속초국민학교에서 23학급 편입)
- 1964년 11월 1일 야구부 창단
- 1996년 3월 1일 영랑초등학교로 변경
- 1999년 7월 14일 현대화 시범학교 건물로 입주